# 九四式艦上轟炸機
九四式艦上轟炸機（日语：／）是日本海軍的艦載俯衝轟炸機，由愛知時計電機研製，也是日本海軍第一個艦上轟炸機，代號「D1A」，後來為了區分其改良型，早期型的九四式艦上轟炸機代號為「D1A1」 ，後期型的九六式艦上轟炸機代號為「D1A2」。

## 研製歷史
1932年，日本帝國海軍需要艦載俯衝轟炸機以裝備航空母艦飛行隊。但愛知沒有研發俯衝轟炸機的經驗，於是在海軍在許可下，愛知請求亨克爾建造一架原型機。亨克爾推出He 66，即He 50的改良型，愛知將He 66改良後提交。由於愛知的機體在測試中表現出色，於1934年正式採用，生產時命名為九四式俯衝轟炸機，採用中島壽二型改或壽三型風冷式發動機（460匹馬力）。
九四式採用鋁合金製骨架，外覆帆布蒙皮，與前身德國He 50相比，把主翼改為向後掠5度，故此機飛行性能良好。投彈完畢後，能作為戰鬥機使用。

## 基本資料
- 乘員：2人（駕駛和後部機槍手）
- 機長：9.3米[3]
- 翼展：11.49米
- 機高：3.4米
- 最重：2400公斤（118號機前）[4]
         2500公斤（118號機後）
- 最大過載：2500公斤（118號機前）
2620公斤 （118號機後）

## 生產型

### 九六式艦上轟炸機 （D1A2）

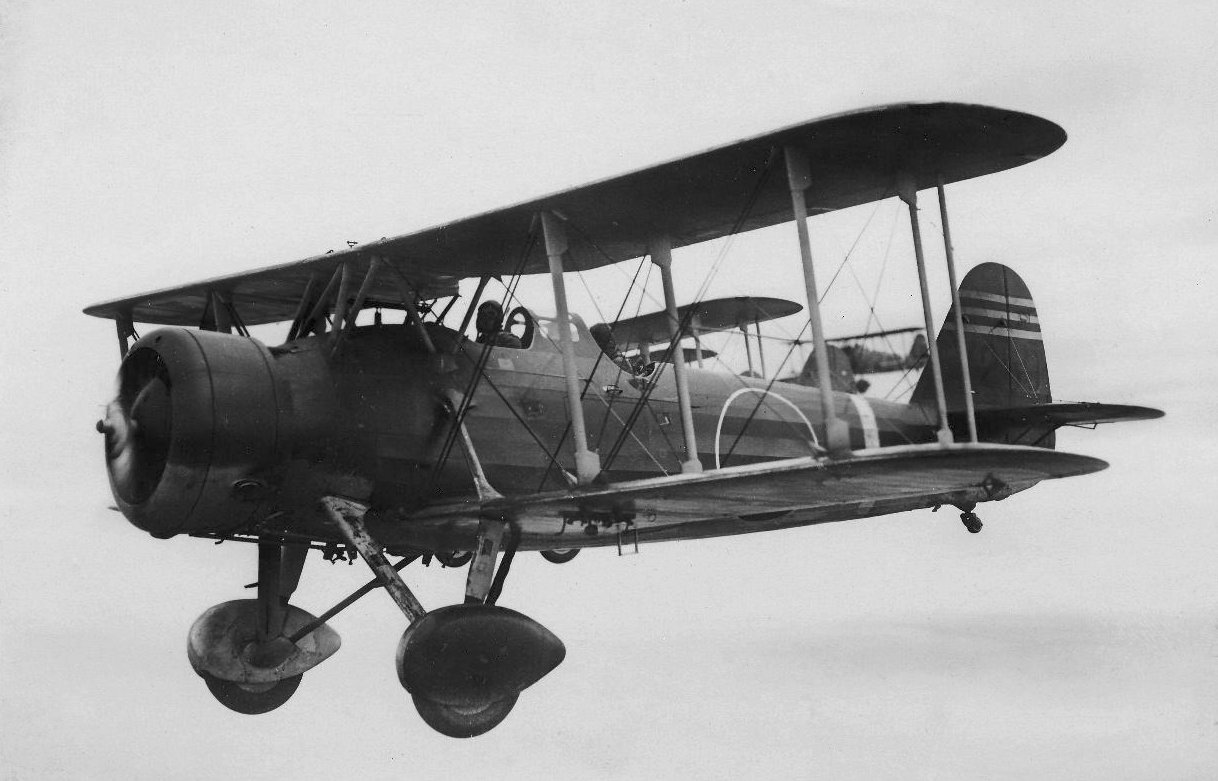
飛行中的九六式

1936年，將九四式的發動機更換為中島光一型發動機（730匹馬力），並加上有整流罩的起落架車輪。命名為九六式艦上轟炸機（日语：九六式艦上爆撃機）。

#### 基本資料
- 乘員：2人（駕駛和後部機槍手）[5]
- 機長：9.3米
- 翼展：11.4米
- 機高：3.4米
- 空重：1,516公斤
- 最重：2,610公斤
- 最大過載：2960公斤[4]
- 最快速度：309公里/小時
- 航程：926公里
- 昇限：6,980米
- 發動機：中島光一型發動機（730匹馬力）
- 武裝：機頭兩挺7.7毫米口徑機槍+機後一挺7.7毫米口徑機槍+250公斤炸彈X1+30公斤炸彈X2

## 實戰
中日戰爭中，九四式和九六式皆有與中國空軍交戰。九四式曾轟炸廣州；而九六式曾在長江擊沉中華民國海軍的寧海號和平海號輕巡洋艦。1941年開始的美日太平洋戰爭，九四式全部除役，而九六式作為教練機使用至1942年。

## 使用國家
- 大日本帝国
- 滿洲國